# 虚栗
虚栗（みなしぐり）は、宝井其角編の俳諧撰集。1683年（天和3年）6月、江戸西村半兵衛・京都西村市郎右衛門刊、松尾芭蕉跋。其角の最初の撰集である。

## 概要
発句・歌仙・三つ物・二五句などを収める。作者は其角・服部嵐雪・杉山杉風・芭蕉らの芭門のほか、貞門派・談林派の俳人も含む。芭蕉の跋文に「李・杜が心酒を嘗めて」「寒山が法粥を啜る」「西行の山家をたづねて」「白氏が歌を仮名にやつして」とあるように、李白・杜甫・寒山・西行・白楽天などを理想とした。漢語の多用、字余り、破調などが特徴で、後に「虚栗調（漢詩文調）」と呼ばれた。
芭蕉自身は荘子流に震動して虚実分かたぬ語の使用を讃える一方で、生鍛えな句があることを指摘している。